# Sunjo
Sunjo de Joseon (29 de julio de 1790 - 13 de diciembre de 1834) fue el 23° rey de la dinastía coreana de Joseon. Reinó entre 1800 y 1834. Nació con el título de Su Alteza Real el Príncipe Yi Gong. Sunjo era el segundo hijo del rey Jeongjo, que el rey Jeongjo tuvo con Lady Subin, una de las concubinas del rey Jeongjo.

## Biografía
Sunjo ascendió al trono a los diez años en 1800 tras la muerte de su padre, el rey Jeongjo. En 1802, el rey Sunjo se casó con Lady Kim de Andong, conocida póstumamente como la reina Sunwon, hija de Kim Jo-sun, que era líder del clan Andong Kim.
Desde que ascendió al trono a una edad temprana, la reina viuda Jeongsun, la segunda reina del rey Yeongjo, gobernó como reina regente, lo que le permitió ejercer el poder sobre los asuntos del estado. A pesar de los esfuerzos del rey Sunjo para reformar la política, los principios fundamentales del gobierno se deterioraron. El estado se volvió desordenado y prevaleció la corrupción en la administración del gobierno. Esto resultó en desórdenes sociales y disturbios importantes, como la revuelta de Hong Gyeong-nae en 1811-1812. 
El Ogajaktongbeop (五 家 作,,), un sistema de registro del censo para agrupar cinco casas como una sola unidad) también se llevó a cabo en este período, y la opresión contra el catolicismo en serio. Hong Kyung-rae y otros en el "triunfo del Samjeong" se rebelaron contra el gobierno central en 1811, junto con los campesinos que habían sido hostigados por el sistema feudal al reunir a los agricultores ricos y las empresas privadas. La agonía de Hong Kyung-rae fue reprimida al año siguiente por las fuerzas armadas, pero como el gobierno no proporcionó medidas socioeconómicas fundamentales, la insurrección o rebelión de los pequeños y grandes agricultores continuó.
El rey Sunjo murió después de reinar durante 34 años en 1834 a la edad de 44 años. Primero fue enterrado en las tumbas reales de la dinastía Joseon, junto a Jangneung, Paju, la tumba del rey Injo y la reina Inyeo. Pero después sus restos fueron trasladados a Illeung, Seúl.